# Thomasia glabripetala
Thomasia glabripetala är en malvaväxtart som beskrevs av S.J. Patrick. Thomasia glabripetala ingår i släktet Thomasia och familjen malvaväxter. Inga underarter finns listade i Catalogue of Life.